# Urbana (Italia)
Urbana es un municipio italiano situado en la provincia de Padua, en Véneto. Tiene una población estimada, a fines de 2023, de 2007 habitantes.

## Evolución demográfica
| Gráfica de evolución demográfica de Urbana entre 1861 y 2023 |
|                                                              |
| Fuente: ISTAT - Elaboración gráfica de Wikipedia             |